# Brada granulosa
Brada granulosa är en ringmaskart som beskrevs av Hansen 1882. Brada granulosa ingår i släktet Brada och familjen Flabelligeridae. Arten har ej påträffats i Sverige. Inga underarter finns listade i Catalogue of Life.